# Calcostibita
La calcostibita és un mineral de la classe dels sulfurs que pertany i dona nom al grup de la calcostibita. És una sulfosal que va ser descoberta l'any 1835 a Harz, Alemanya. Rep el nom del grec khalkos, coure, i stibi, negre d'antimoni. A Espanya també va ser coneguda amb el nom de güejarita, rebent el nom del municipi granadí de Güéjar Sierra.

## Característiques
El seu aspecte cristal·lí és variat: són comuns els cristalls prismàtics més o menys allargats i ben desenvolupats. També pot formar masses granulars i agregats lamel·lars. És un mineral molt pesant, dur, de fractura subconcoide i perfecta exfoliació. És opaca, de lluentor metàl·lica i color gris plom que sovint apareix recobert per una pàtina d'alteració de color verd-blavós. En l'estructura de la calcostibita, poden entrar altres elements com el plom (Pb), el ferro (Fe), el zinc (Zn) o el bismut (Bi).
Segons la classificació de Nickel-Strunz, la calcostibita pertany a «02.HA: Sulfosals de l'arquetip SnS, amb Cu, Ag, Fe (sense Pb)» juntament amb els següents minerals: emplectita, miargirita, berthierita, garavel·lita, clerita, aramayoïta i baumstarkita.

## Formació i jaciments
Es tracta d'un mineral hidrotermal associat a altres sulfurs i sulfosals d'antimoni i coure. Acostuma a trobar-se associada a: jamesonita, calcopirita, pirita, tetraedrita, estibina, andorita, estannita, dadsonita, siderita, barita i quars. Als territoris de parla catalana només ha estat descrita a la mina Serrana (El Molar, Priorat).